# さいたま市立本太小学校
さいたま市立本太小学校（さいたましりつ もとぶとしょうがっこう）は、埼玉県さいたま市浦和区にある公立小学校。

## 沿革
- 1911年（明治44年）3月27日 - 木崎尋常小学校の分教場として木造瓦ぶき31坪の教室が設置。
- 1932年（昭和7年）4月1日 - 木崎・谷田の両村が浦和町に合併したため、本校は第一尋常高等小学校の分教場となる。
- 1933年（昭和8年）4月1日 - 独立し、浦和第五尋常高等小学校として開校。
- 1934年（昭和9年）2月11日 - 市制に伴い、浦和市第五尋常小学校と改称。
- 1940年（昭和15年）11月1日 - 本校・分校の名称を入れ替え浦和市第五尋常小学校の分校として発足する。
- 1941年（昭和16年）4月1日 - 校名を浦和市第五国民学校と改称して、同校分教場となる。
- 1943年（昭和18年）4月1日 - 浦和市第五国民学校から分離、独立して浦和市本太国民学校と称する。
- 1947年（昭和22年）4月1日 - 浦和市立本太小学校に改称。
- 1973年（昭和48年）11月2日 - 屋内運動場落成式を挙行。
- 2001年（平成13年）5月1日 - さいたま市誕生により、さいたま市立本太小学校に改称。

## 交通
- JR京浜東北線・宇都宮線・高崎線・湘南新宿ライン 浦和駅東口から徒歩10分
- 国道463号沿い本太小学校入口バス停徒歩3分